# Ahmet Adnan Saygun
Ahmet Adnan Saygun (ur. 7 września 1907 w Smyrnie (tur. İzmir), zm. 6 stycznia 1991 w Stambule)  – turecki kompozytor i etnomuzykolog.

## Życiorys
W wieku 13 lat zaczął uczyć się gry na fortepianie i na ud oraz pobierał lekcje z zakresu teorii muzyki. Cztery lata później został zatrudniony jako nauczyciel muzyki w szkole średniej. W 1928 dzięki rządowemu stypendium podjął studia kompozycyjne w konserwatorium w Paryżu u Eugène’a Borrela, a następnie w Schola Cantorum de Paris u Vincente’a d’Indy  . 
Po powrocie do Turcji w 1931 zajął się działalnością pedagogiczną. Wykładał w Musiki Muallim Mektebi (Akademia Nauczycieli Muzyki) w Ankarze i  konserwatorium miejskim w Stambule (1936–1939). W latach 1946–1972 wykładał kompozycję w państwowym konserwatorium w Ankarze, a w latach 1972–1987 etnomuzykologię i kompozycję w konserwatorium Mimar Sinan Universitesi w Stambule  .

## Twórczość
We wczesnym okresie swojej twórczości czerpał inspiracje z francuskiego impresjonizmu, po 1942 zwrócił się ku neoklasycyzmowi. Wraz z Cemalem Reşitem Reyem, Ulvi Cemalem Erkinem, Hasanem Feritem Alnarem i Necilem Kâzimem Aksesem współtworzył tzw. Grupę Pięciu (tur. Türk Beşleri)  . 
Autor pięciu symfonii (Trzecia powstała na zamówienie Fundacji Siergieja Kusewickiego). Międzynarodowy rozgłos przyniosło mu oratorium „Yunus Emre” do tekstów średniowiecznego tureckiego poety-mistyka Yunusa Emrego. Kompozycja ta została wykonana m.in. przez Orkiestrę NBC pod dyrekcją Leopolda Stokowskiego w siedzibie ONZ w Nowym Jorku w 1958  , a 4 września 1991 w Castel Gandolfo w obecności Jana Pawła II. W swoim języku muzycznym łączył tradycje europejską z inspiracją poezją suficką i muzyką derwiszy wirujących (tur. mevlevich).

## Ważniejsze kompozycje
(na podstawie materiałów źródłowych  )

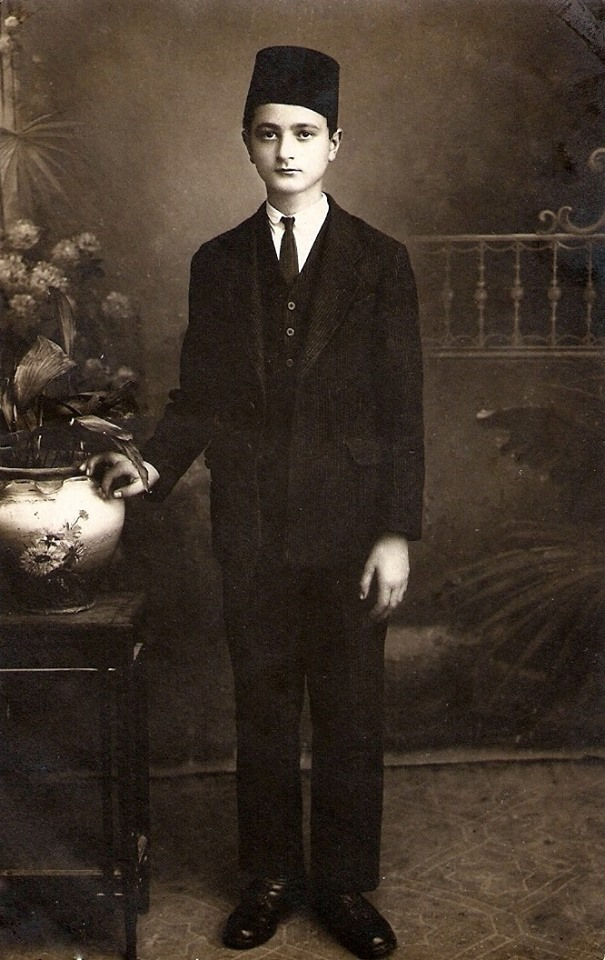
Adnan Ahmet Saygun (1915)

### Utwory orkiestowe
- Symfonia nr 1 op. 29 - 1953
- Symfonia nr 2 op. 30 - 1958
- Symfonia nr 3 op. 39 - 1960
- Symfonia nr 4 op. 53 - 1974
- Symfonia nr 5 op. 70 - 1985
- Koncert fortepianowy nr 1 op. 34 - 1958
- Koncert fortepianowy nr 2 op. 71 - 1985
- Koncert skrzypcowy op. 44 - 1967
- Koncert altówkowy op. 59 - 1977
- Koncert wiolonczelowy op. 74 - 1987

### Opery
- „Özsoy” op. 9 (pol. Prawdziwe pochodzenie) - 1934
- „Taşbebek" op. 11 (pol. Kamienna lalka) - 1934
- „Kerem” op. 28 - 1953
- „Köroğlu” op. 52 (pol. Syn ślepca) - 1973
- „Gılgameş” op. 65 (pol. Gilgamesz) - 1983
- Oratorium op. 26 „Yunus Emre” - 1942
- Beş türküsü (pol. Pięć pieśni ludowych) op. 41 na bas i orkiestrę - 1968

### Balety
- „Bir Orman Masalı” op. 17 (pol. Leśna opowieść) - 1943
- „Kumru Efsanesi” op. 75 (pol. Legenda o Kumru) - 1989

## Odznaczenia
- 1949 – Order Palm Akademickich[3]
- 1958 – Wielki Oficer Orderu Gwiazdy Solidarności Włoskiej[3]